# Daryl Janmaat
Daryl Janmaat (født 22. juli 1989 i Leidschendam, Holland) er en hollandsk fodboldspiller (højre back). 
Han spiller hos Watford i Premier League, som han har repræsenteret siden 2016. Han har tidligere spillet for ADO Den Haag, Feyenoord, Heerenveen og Newcastle United.
Med Heerenveen vandt Janmaat i 2009 den hollandske pokalturnering.

## Landshold
Janmaat står (pr. april 2018) noteret for 30 kampe for Hollands landshold, som han debuterede for 7. september 2012 i en VM-kvalifikationskamp på hjemmebane mod Tyrkiet. Han var en del af den hollandske trup til VM i 2014 i Brasilien.
I sine ungdomsår repræsenterede Janmaat desuden Holland på både U/20- og U/21-holdene.

## Titler
KNVB Cup
- 2009 med Heerenveen